# Hedysarum subglabrum
Hedysarum subglabrum là một loài thực vật có hoa trong họ Đậu. Loài này được (Kar. & Kir.) B.Fedtsch. miêu tả khoa học đầu tiên.